# Vitalij Kirilenko
Vitalij Kirilenko (ukrainska: Віталій Кириенко), född den 25 april 1968, är en ukrainsk före detta friidrottare som tävlade i längdhopp.
Kirilenko deltog vid VM 1993 i Stuttgart där han blev bronsmedaljör i längdhopp med ett hopp på 8,15 vilket även är hans personliga rekord. Han deltog även vid EM 1994 där han placerade sig sjua med ett hopp på 7,92. Vidare deltog han vid VM 1995 där han inte tog sig vidare till finalen. Hans sista mästerskap var Olympiska sommarspelen 1996 där han också misslyckades med att ta sig till finalen.